# 西佐土原站
西佐土原站（日语：／ Nishi-Sadowara eki */?）是位於宮崎縣宮崎郡佐土原町（現時：宮崎市），日本國有鐵道（國鐵）妻線的鐵路車站（廢站）。

## 歴史
此站距離(舊)佐土原町中心較近，因此在開業當初名為佐土原站。隨著(舊)佐土原町和廣瀨町於1958年（昭和33年）合併成為(新)佐土原町後，由於在町內主要幹道日豐本線的廣瀨站需要改名為佐土原站，因此此站改名為西佐土原站。

### 年表
- 1914年（大正3年）4月26日：宮崎縣營鐵道（日语：宮崎県営鉄道）佐土原站（第一代）啟用[1]。當時為一般車站[1]。
- 1917年（大正6年）9月21日：宮崎縣營鐵道被國有化，成為鐵道院妻輕便線（後來名為妻線）車站[1]。
- 1962年（昭和37年）9月20日：結束貨運業務[1]。
- 1965年（昭和40年）6月1日：改名為西佐土原站[1]。
- 1984年（昭和59年）
  - 2月1日：結束行李起卸業務[1]。
  - 12月1日：隨著妻線全線廢除，此站也被廢除[1]。

## 車站構造
此站為業務委托車站，設有1面1線的單式月台。

## 車站周邊
車站鄰近佐土原城城跡。在城下町處比較接近佐土原市區。

## 相鄰車站
日本國有鐵道（國鐵）
妻線
佐土原－西佐土原－黑生野
在佐土原站（舊·廣瀨站（第二代））和此站（舊·佐土原站（第一代））之間曾經設有福島町站（1920年（大正9年）廢除）。

## 注腳
1. 1 2 3 4 5 6 7 8 9  石野哲 (编). . JTB. 1998: 772-773. ISBN 978-4-533-02980-6 （日语）.

## 相關項目
- 日本鐵路車站列表 Ni